# Серёгин, Василий Георгиевич
Василий Георгиевич Серёгин (1915—1996) — полковник Советской Армии, участник Великой Отечественной войны, Герой Советского Союза (1948).

## Биография
Василий Серёгин родился 12 марта 1915 года в селе Ломинцево (ныне — Щёкинский район Тульской области).
Окончил десять классов школы, школу фабрично-заводского ученичества, аэроклуб и Ульяновскую школу лётчиков-инструкторов Гражданского воздушного флота, после чего работал пилотом-инструктором в Кировском аэроклубе. В 1939 году Серёгин был призван на службу в Рабоче-крестьянскую Красную Армию. В 1940 году он окончил Пермскую военную авиационную школу пилотов. С начала Великой Отечественной войны — на её фронтах.
Сразу после нападения фашистов на СССР Василий подал рапорт с просьбой отправить его на фронт. Спустя всего несколько дней в составе 168-го истребительного авиаполка он уже сражался с опытными немецкими асами в небе над Одессой.
В. Г. Серёгин прошёл путь от лётчика до командира эскадрильи 18-го гвардейского Витебского дважды Краснознамённого ордена Суворова II степени истребительного авиационного полка. К апрелю 1945 года майор Василий Серёгин был штурманом 303-й истребительной авиадивизии 1-й воздушной армии 3-го Белорусского фронта. К тому времени он совершил 332 боевых вылета, принял участие в 35 воздушных боях, сбив 15 вражеских самолётов лично и ещё 6 — в составе группы.
Указом Президиума Верховного Совета СССР от 23 февраля 1948 года майор Василий Серёгин был удостоен высокого звания Героя Советского Союза с вручением ордена Ленина и медали «Золотая Звезда» за номером 8306.
После окончания войны Серёгин продолжил службу в Советской Армии. В 1958 году в звании полковника он был уволен в запас. Проживал и работал в Гомеле. Активно занимался общественной деятельностью. Скончался 10 августа 1996 года, похоронен в Гомеле.

## Награды
Почётный гражданин Парижа. Был награждён двумя орденами Ленина, шестью орденами Красного Знамени, орденом Александра Невского, двумя орденами Отечественной войны I степени, двумя орденами Красной Звезды, рядом медалей и иностранных наград, в том числе орденом Почётного легиона, который ему в Париже, в 1961 году вручил Президент Французской республики Шарль де Голль.
В 1961 году в мэрии французской столицы В. Г. Серёгину вручили диплом и медаль почётного гражданина Парижа на торжественном приёме генерала Де Голля в президентском дворце во Франции в честь ветеранов полка «Нормандия – Нёман». Он единственный из граждан Беларуси, кто был удостоен этого звания.

## Память
- В экспозиции Гомельского областного музея военной славы хранится соболезнование мэра Парижа Жана Тибери, которое пришло в Гомельский горисполком вскоре после смерти легендарного лётчика.
- В честь В. Г. Серёгина названа школа в его родном селе[3][7]. Установлена стела в честь Героя Советского Союза Василия Серегина.
- В 2015 году, к 70-летию Победы, на основании решения Топонимической комиссии Гомельского горисполкома 4-я Проектируемая улица в 59-м микрорайоне (Шведская Горка) в Гомеле получила имя Василия Серёгина[8].
- Мемориальная доска Герою Советского Союза Серёгину Василию Георгиевичу установлена на здании по ул. Портовая в Гомеле[9].
- В честь 100-летия со дня рождения В. Г. Серёгина ветеранская организация полка, в котором он воевал, выпустила памятную медаль «Капитан Татьяна».
- В Гомеле на базе библиотеки имени Герцена прошли мероприятия, посвящённые 105-летию со дня рождения легендарного лётчика (2020)[10].
- Стела в честь В. Г. Серёгина установлена на Аллее Героев в Гомеле (ул. Советская)[11][9].
- В Туле состоялась презентация парадного мундира Василия Серегина в музее оружия «Шлем» (2022).
- В музее Ломинцевской средней школе № 22 Тульской области копия мундира Василия Серегина.

## В литературе
- 8 декабря 2023 года в Ломинцевской средней школе № 22 Тульской области презентовали книгу «Капитан Татьяна» о легендарном лётчике, Герое Советского Союза Василии Серегине (автор книги — писатель и журналист Ольга Песня)[12][13][14]. Книга «Капитан Татьяна» вошла в трилогию о лётчиках-туляках, воевавших вместе с французами в полку «Нормандия – Нёман».

- Стихотворение «Творец крылатых побед», написанное Владимиром Моисеевым из Тамбовской области к 100-летию Василия Серегина. Мичуринский поэт талантливо и подробно рассказал о боевой биографии Героя, напомнив, что Ломинцево и Гомель свято хранят память о нем.

Он встречал багровые рассветы,
Рассекая грудью ширь небес,
И теплом родной страны согретый,
Он взлетел войне наперерез…
На войне Серегин был отважным,
Умным, смелым, яростным в бою, –
Так француз Лефевр сказал однажды,
Бывший с ним в «Нормандии» в строю…

## В кинематографии
- В фильме «Нормандия — Нёман» прототипом капитана Тарасенко, которого играет Николай Рыбников, стал Василий Серёгин[10].